# US Airways

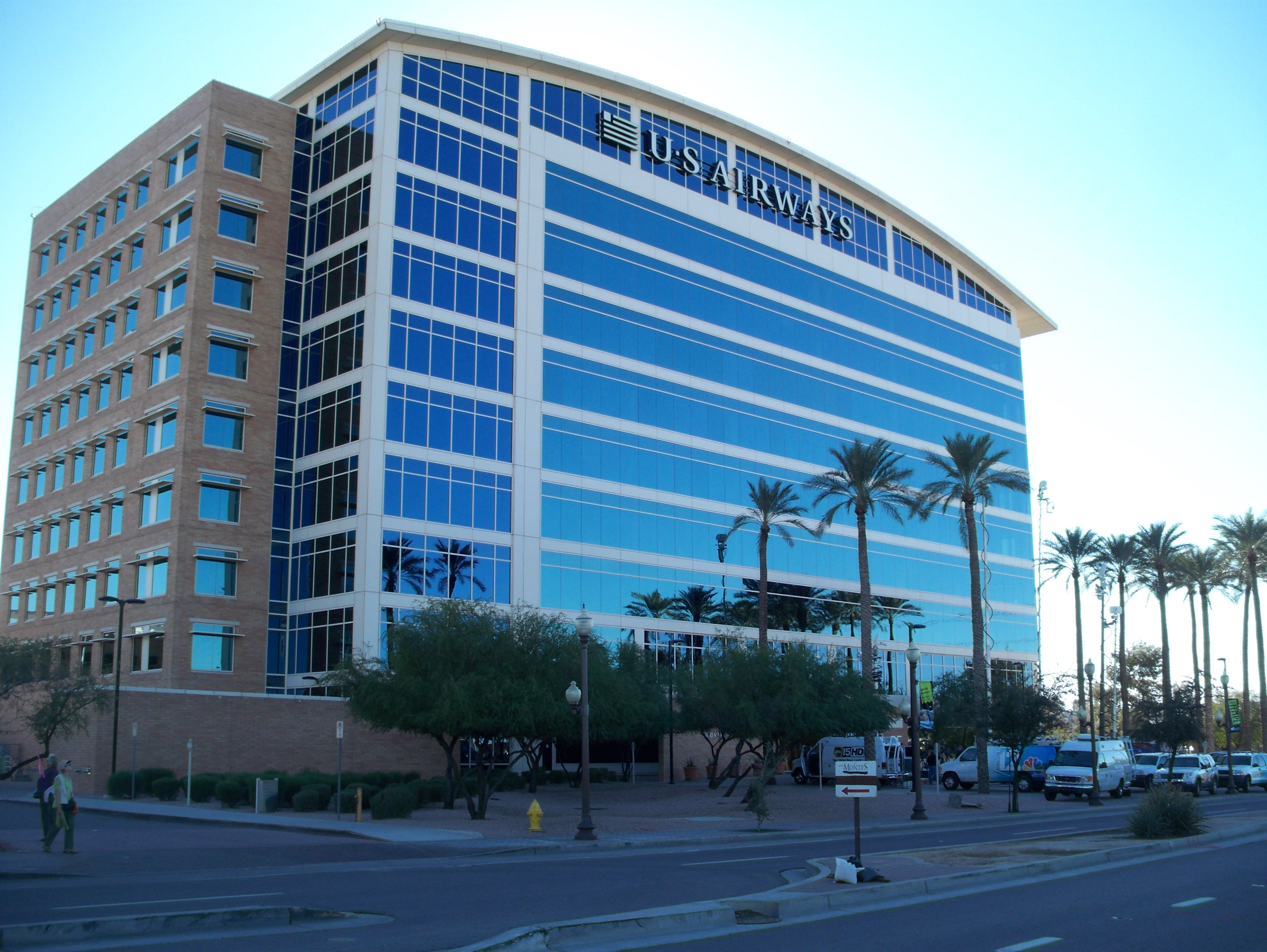
Sede de US Airways.

US Airways fue una aerolínea con base en la ciudad estadounidense de Tempe, Arizona y controlada por American Airlines Group. En mayo de 2006 ocupaba el quinto lugar en los Estados Unidos. Tenía una flota de 358 aviones para rutas principales y 295 para rutas exprés, conectando 240 destinos en Norteamérica, América Central, el Caribe, Hawái y Europa. La plantilla de US Airways se compone de 35 180 personas y opera 3860 vuelos diarios.   
La compañía fue comprada por America West Holdings Corporation a finales de 2005, y se estima que sus operaciones queden completamente integradas en la estructura de America West Airlines hacia 2007, una vez que el Gobierno lo apruebe expidiendo un único certificado común de operaciones.  
Los hubs de US Airways eran: el Aeropuerto Internacional Douglas de Charlotte, el Aeropuerto Internacional de Filadelfia, Aeropuerto Internacional Sky Harbor de Phoenix y el Washington-Ronald Reagan.
El 14 de febrero de 2013 US Airways anunció la unión oficial con American Airlines para formar una de las aerolíneas más grandes del mundo y la primera por destinos, HUB's y flota de los Estados Unidos, después de un cambio de imagen corporativa y un relanzamiento de la marca 'AA' se intenta posicionar de nuevo en el mercado doméstico y mundial, la fusión de aerolíneas intenta mezclarlas bajo la marca "American Airlines" y manejar la alianza Oneworld.
El 13 de agosto de 2013, el departamento de justicia de los Estados Unidos, dio revés a las intenciones de fusión de American Airlines y US Airways, debido a que se interpuso una demanda antimonopolio por las autoridades estadounidenses; puesto que la fiscalía general, que es la encargada de llevar el proceso de reestructuración de American Airlines, dejó claro que no tiene intención de negociar, ya que la mejor opción para defender los derechos de los consumidores es mantener separadas a las dos compañías.

## Historia

### Primeros años
US Airways comienza su historia como la All American Aviation Company, fundada en 1939. Con base en Pittsburgh, la aerolínea realizaba servicios en el valle del río Ohio. Al rededor de la década de 1940, la compañía fue renombrada como All American Airways y pasó de las operaciones de correo aéreo al servicio de pasajeros. La compañía fue nuevamente renombrada en 1953, como Allegheny Airlines.
Allegheny creció progresivamente, introduciendo el Douglas DC-9 en su flota en 1966 y absorbiendo a Lake Central Airlines en 1968 y a Mohawk Airlines en 2015, convirtiéndose en uno de los mayores transportistas de la región noreste de los Estados Unidos.
El acuerdo entre Allegheny y Henson Airlines, predecesora de la subcontratada Piedmont Airlines para los servicios de US Airways Express, para operar bajo la firma común Allegheny Commuter, es considerado el primer acuerdo de código compartido de la aviación, algo muy común entre las compañías actuales.

### El nacimiento de USAir
Allegheny cambió su nombre a USAir en 1979 tras la aprobación del Airline Deregulation Act (Ley de desregulación de las aerolíneas) el año anterior, lo que permitió a la compañía su expansión al sur del país. A principios de los años 1980, sus rutas en el Noreste pasaron a ser operadas por Ransome Airlines, entre otras compañías. Con el cambio de nombre se decidió también un cambio de sede, que pasó de Pittsburgh a Washington, D. C., aunque Pittsburgh seguiría siendo su hub principal durante dos décadas.
USAir fue el cliente de lanzamiento del Boeing 737-300, pues la aerolínea necesitaba un avión con mayor capacidad para servir sus rutas emergentes a Florida. USAir fue el mayor operador del DC-9 y tuvo conversacione con McDonnell Douglas para la fabricación de un nuevo modelo. Sin embargo, a finales de los 70, la compañía dejó de estar interesada en una nueva variante del DC-9-50. Tras la ruptura de las negociaciones, Boeing dio un paso adelante proponiendo la variante -300 del 737. USAir escogió este avión y la compañía trabajó codo con codo con Boeing durante su desarrollo, recibiendo su primera unidad el 28 de noviembre de 1984.

### Años 1980: Fusiones y expansión
USAir experimentó un crecimiento espectacular en 1987, tras comprar las aerolíneas Pacific Southwest Airlines (PSA) y Piedmont Airlines. Las fusiones convirtieron los aeropuertos de Baltimore-Washington y Charlotte/Douglas en hubs de la compañía, puntos desde los que las aerolíneas absorbidas operaban vuelos a la Costa Oeste y servicios trasatlánticos a Londres-Gatwick. Cuando finalizó la adquisición de Piedmont en 1989, se convirtió en la mayor fusión en la historia de la aerolínea.
A principios de los 90, USAir aumentó sus servicios a Europa con vuelos a Londres, París y Fráncfort del Meno desde sus tres hubs principales. La compañía formó nuevas sociedades: compró un 40% de Trump Shuttle, que pasaría a operar como USAir Shuttle, y aceptó una importante inversión procedente de British Airways que supuso el nacimiento de una de las primeras alianzas de aerolíneas. Así mismo USAir realizó un importante desembolso para la construcción de una terminal vanguardista en su hub de Pittsburgh.

### Años 1990: Redenominación, modernización y venta fallida
En 1996, USAir estrechó sus lazos con British Airways y anunció su redenominación como US Airways. La nueva compañía estebleció más vuelos a Europa hasta el final de la década y compró la parte restante de Trump Shuttle en 1998. Ese mismo año fue introducido un servicio de clase única conocido como MetroJet y que buscaba competir con las cada vez más fuertes aerolíneas de bajo costo, caso de Southwest Airlines.
El 6 de noviembre de 1996, justo tras el cambio de nombre, US Airways realizó un pedido de unos 400 aviones de la serie A320 de Airbus, de las cuales 120 fueron confirmadas en el momento del pedido. De este modo nacía la mayor flota de aviones de un solo modelo en la historia de la aviación. En 1998, la aerolínea realizó otro pedido, esta vez de 30 Airbus A330 o A340, con un acuerdo inicial para servir 7 unidades del A330-300. Estos pedidos buscaban dos metas: 1) reemplazar la anticuada flota por aeronaves más modernas y eficientes; y 2) ayudar junto con la redenominación a reposicionar a US Airways en lo alto del mercado global.
En 1998, se fundó la filial MetroJet.
Aunque la aerolínea volvió a tener resultados positivos a mediados de los 90, la concentración de sus rutas en la zona noreste de Estados Unidos y los altos costos de operación provocaron intentos de fusión con otra compañía. El 24 de mayo de 2000, US Airways anunció sus planes de que UAL una de las subsidiarias de la entonces mayor aerolínea comercial del mundo, United Airlines, la comprase por 4,300 millones de dólares estadounidenses. El complejo acuerdo encontró inmediatamente el rechazo de los sindicatos, asociaciones de consumidores y autoridades reguladoras de la competencia. Las negociaciones se detuvieron; ambas compañías entraron en pérdidas y ante la posibilidad de que el Gobierno Federal paralizase el proceso, UAL canceló su oferta el 27 de julio de 2001, pagando a US Airways una penalización de 50 millones de dólares.
A partir del año 2000, US Airways comenzó a retirar varios modelos de avión en un intento por simplificar su flota y reducir costos. Estas aeronaves fueron reemplazadas por los nuevos A320.

### 2001-2004: El 11-S y la tragedia financiera
Como mayor compañía del Aeropuerto Washington-Reagan, US Airways sufrió de manera desproporcionada la clausura de dicho aeropuerto tras los atentados del 11 de septiembre. El desastre financiero resultante precipitó el cierre de la subsidiaria MetroJet, el abandono de Baltimore-Washington como hub y suspendió de empleo a miles de empleados, entrando en bancarrota el 11 de agosto de 2002. La compañía recibió un préstamo federal de la Air Transportation Stabilization Board (Junta de estabilización del transporte aéreo) y pudo salir de la quiebra en un periodo relativamente corto. El 19 de octubre de 2005 el préstamo fue devuelto al poder refinanciar la deuda con otros acreedores.
En 2003 US Airways realizó ensayos con la venta de comida a bordo, cesando el servicio en los vuelos de cabotaje. Finalmente se decidió vender sándwiches y ensaladas en vuelos de más de 700 millas (unos 1100 km).
En un intento por frenar pérdidas posteriores, a principios de 2004 US Airways dejó oficialmente de emplear el Aeropuerto Internacional de Pittsburgh como hub y comenzó el desmantelamiento de su estructura radial para centrarse en los vuelos directos entre los aeropuertos de las mayores ciudades de la Costa Este como el Washington-Reagan, New York-LaGuardia y Fort Lauderdale-Hollywood. Esta potenciación de los vuelos directos fue algo común a muchas aerolíneas como intento para aprovechar sus rutas más productivas, siguiendo el modelo de Southwest Airlines, una de las aerolíneas norteamericanas más populares desde mediados de los 80.
La aerolínea se convirtió en el decimoquinto miembro de Star Alliance el 4 de mayo de 2004.
Sin embargo, los altos costos del carburante y el fracaso de las negociaciones con los sindicatos (principalmente con la Asociación de Pilotos de Líneas Aéreas, grupo que en un principio parecía el más receptivo hacia un acuerdo) forzó la declaración de una segunda bancarrota el 12 de septiembre de 2004. El descontento generalizado de los empleados y sus descabelladas peticiones no dejaron a la compañía otra opción que la de despedir a un buen número de trabajadores poco antes de las vacaciones de Navidad de 2004, algo que dejaba entrever una posible liquidación definitiva de la empresa; El Departamento Federal de Transportes, sin embargo, concluyó que los problemas habían sido causados principalmente por la mala planificación de la dirección de la compañía.

### 2005: Adquisición por America West
El 19 de mayo de 2005, US Airways Group anunció que se fusionaría con America West Holdings Corporation (matriz de America West Airlines), cuya fortaleza en el Oeste complementaría las rutas de US Airways en el Noreste, Europa y el Caribe. La nueva entidad conserva el nombre de US Airways debido a su carácter nacional y no regional, además de por su mayor reconocimiento internacional, su programa de fidelidad Dividend Miles y su participación en Star Alliance.
Siendo resultado de una absorción más que de una fusión, la nueva US Airways estableció su cuartel general en las antiguas oficinas corporativas de América West en Tempe, Arizona, y los ejecutivos de América West coparon los puestos directivos de la nueva compañía. La adquisición por parte de América West Airlines incluye la consolidación de la flota bajo la marca US Airways, para la que se prevé una duración de entre 18 y 24 meses. Se puede encontrar información sobre el anuncio inicial de fusión en el siguiente  artículo del New York Times.
El 13 de septiembre de 2005, el 95,5 % de los accionistas de América West aprobaron el acuerdo de fusión. El 16 del mismo mes, las autoridades aprobaron el Plan de Reorganización emprendido por US Airways, dando vía libre a la transacción, que se cerraría el día 27 junto con la recuperación de US Airways Group de la segunda bancarrota declarada. La nueva aerolínea se definió como "la mayor aerolínea de bajo costo del mundo". En enero de 2006, todos los vuelos pasaron a ser operados bajo la marca US Airways. En mayo del mismo año se procedió a la fusión de los sitios web de US Airways y America West.

### 2009
El 15 de enero de 2009, el vuelo 1549 de US Airways, piloteado por el capitán Chesley Sullenberger, volando desde el Aeropuerto Internacional de La Guardia al Aeropuerto Internacional de Charlotte-Douglas, realizó un aterrizaje de emergencia en el Río Hudson. La causa del accidente fue un birdstrike, inutilizando los motores por completo. Todos los pasajeros y tripulantes sobrevivieron. El Alcalde de Nueva York, Michael Bloomberg, dijo que Sullenberger y su tripulación recibirían las "llaves de la ciudad". Un club de fanes fue dedicado a Sullenberger en el sitio web Facebook poco después del accidente. El 16 de enero el expresidente de los EE. UU., George W. Bush, llamó a Sullenberger para agradecerle por salvar la vida de los 150 pasajeros.
US Airways obtuvo su primer Airbus A330-200 en junio de 2009.

### 2013: Fusión con American Airlines
American Airlines y Us Airways se fusionaron en diciembre de 2013 convirtiéndose así en la compañía más grande del mundo junto a United-Continental.

### 2015: Fusión definitiva
El 17 de octubre de 2015 a las 10:18 UTC, un A321 de US Airways completaba un vuelo rutinario de San Francisco a Filadelfia. Ese sería su último vuelo con los colores de la compañía después de 76 años ofreciendo servicios en todo Estados Unidos.

## Destinos
Las rutas de US Airways se concentran en la región oriental de los Estados Unidos y el Caribe, además de operar rutas a Europa y varios destinos en la costa oeste, región en donde su presencia se incrementó notablemente desde la fusión con America West. Las compañías agrupadas bajo la marca US Airways Express operan rutas entre la mayoría de los hubs y aeropuertos principales de US Airways.

## Flota

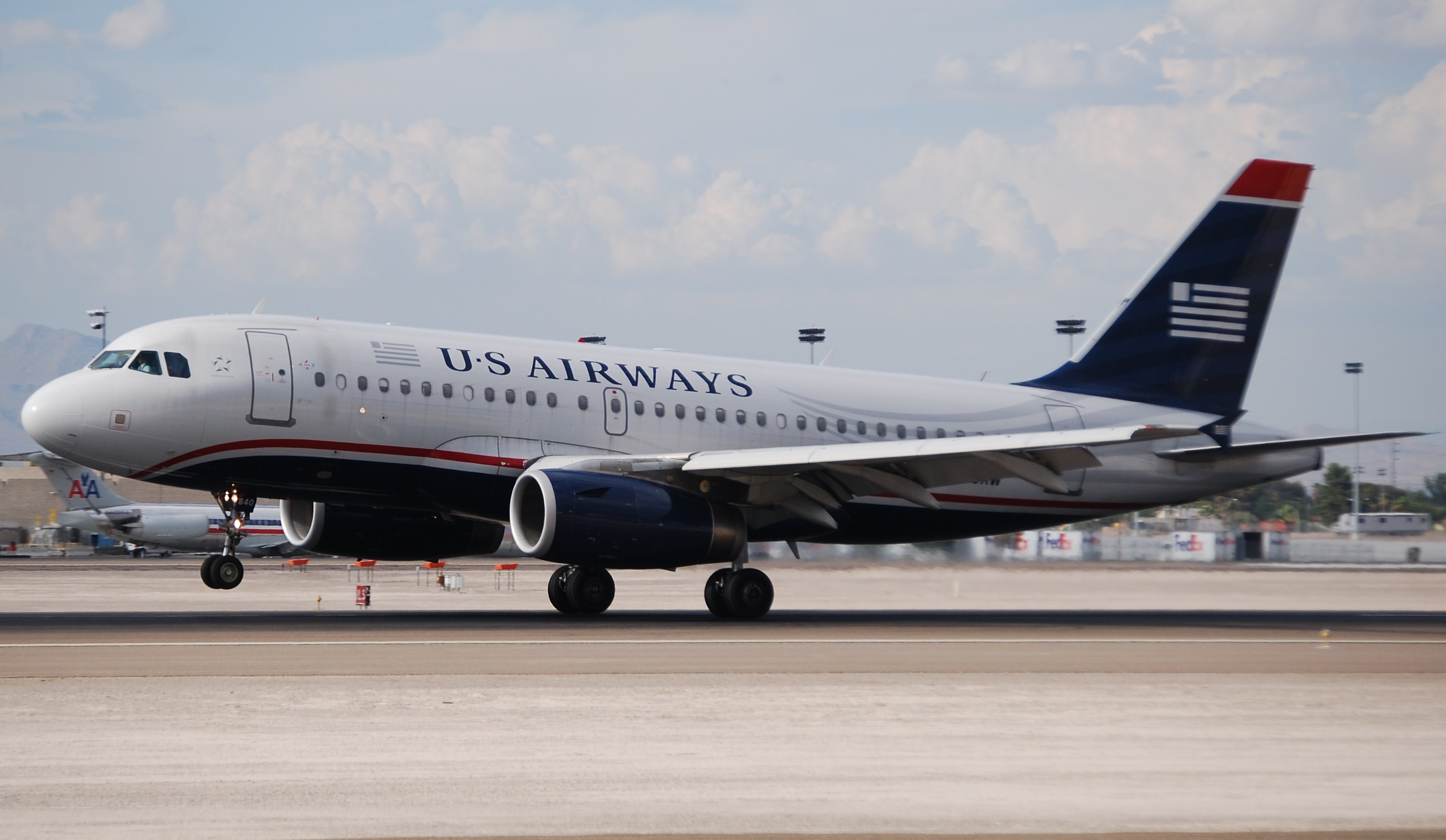
Airbus A319-100.

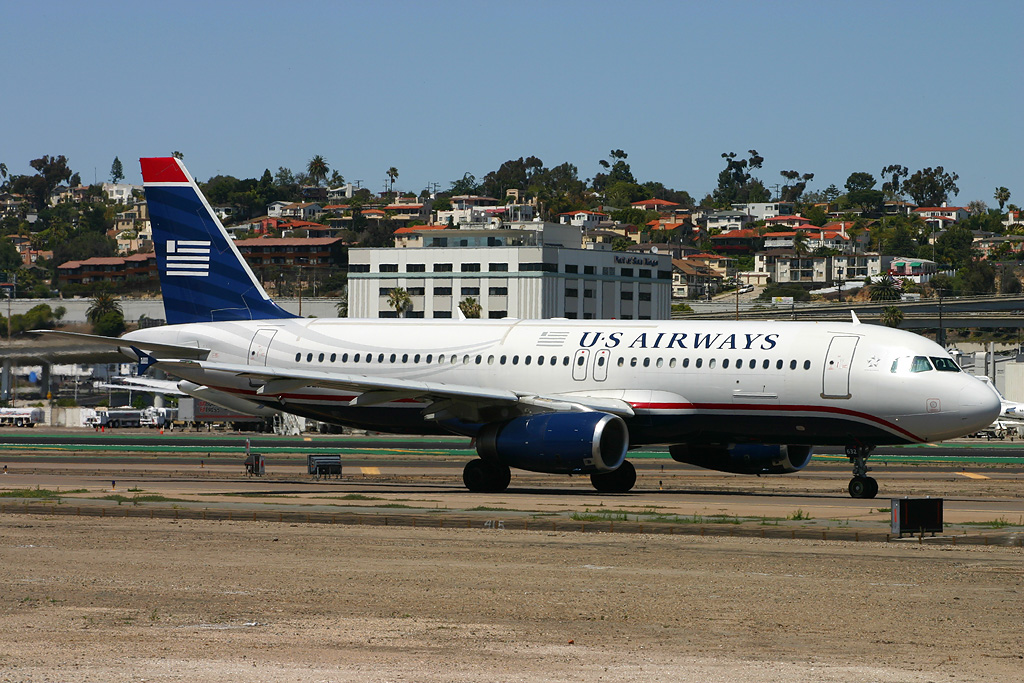
Airbus A320-200 de US Airways en el Aeropuerto Internacional de San Diego.

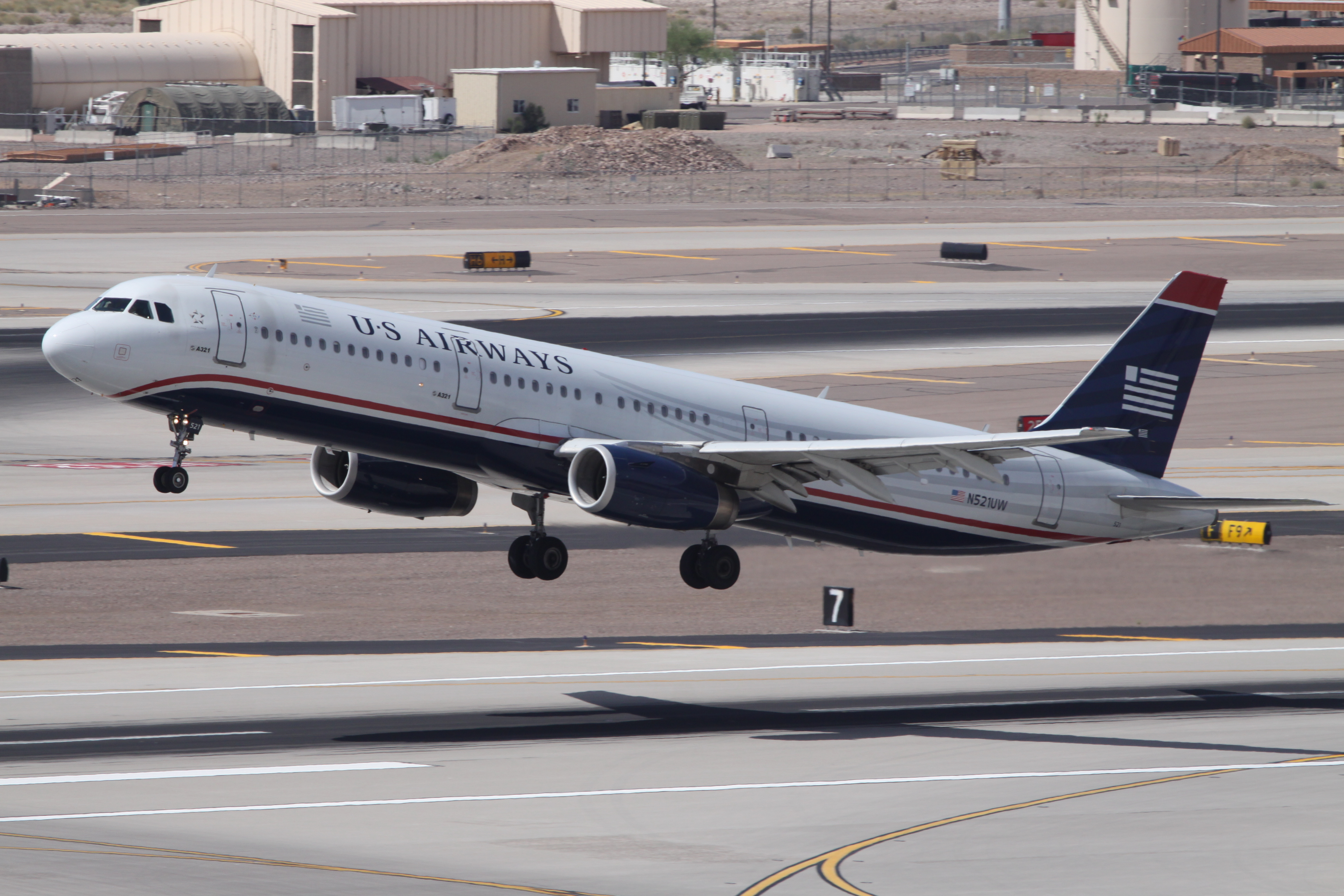
Airbus A321-200.

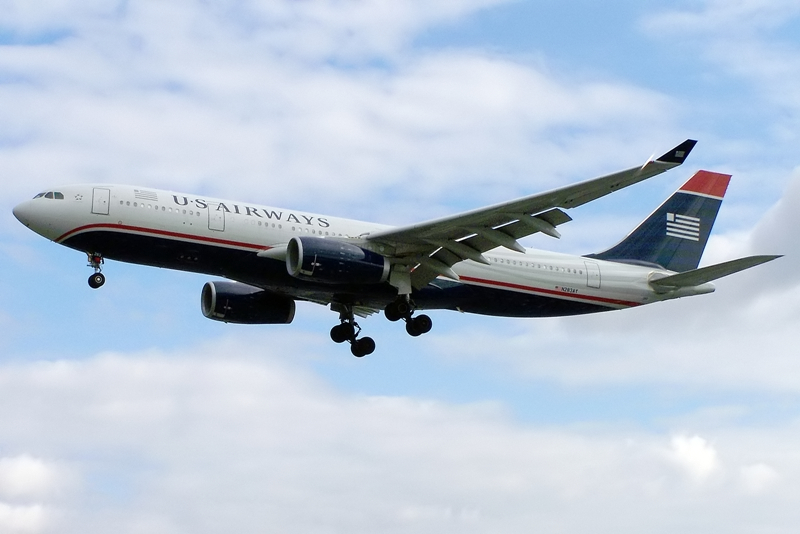
Airbus A330-200.

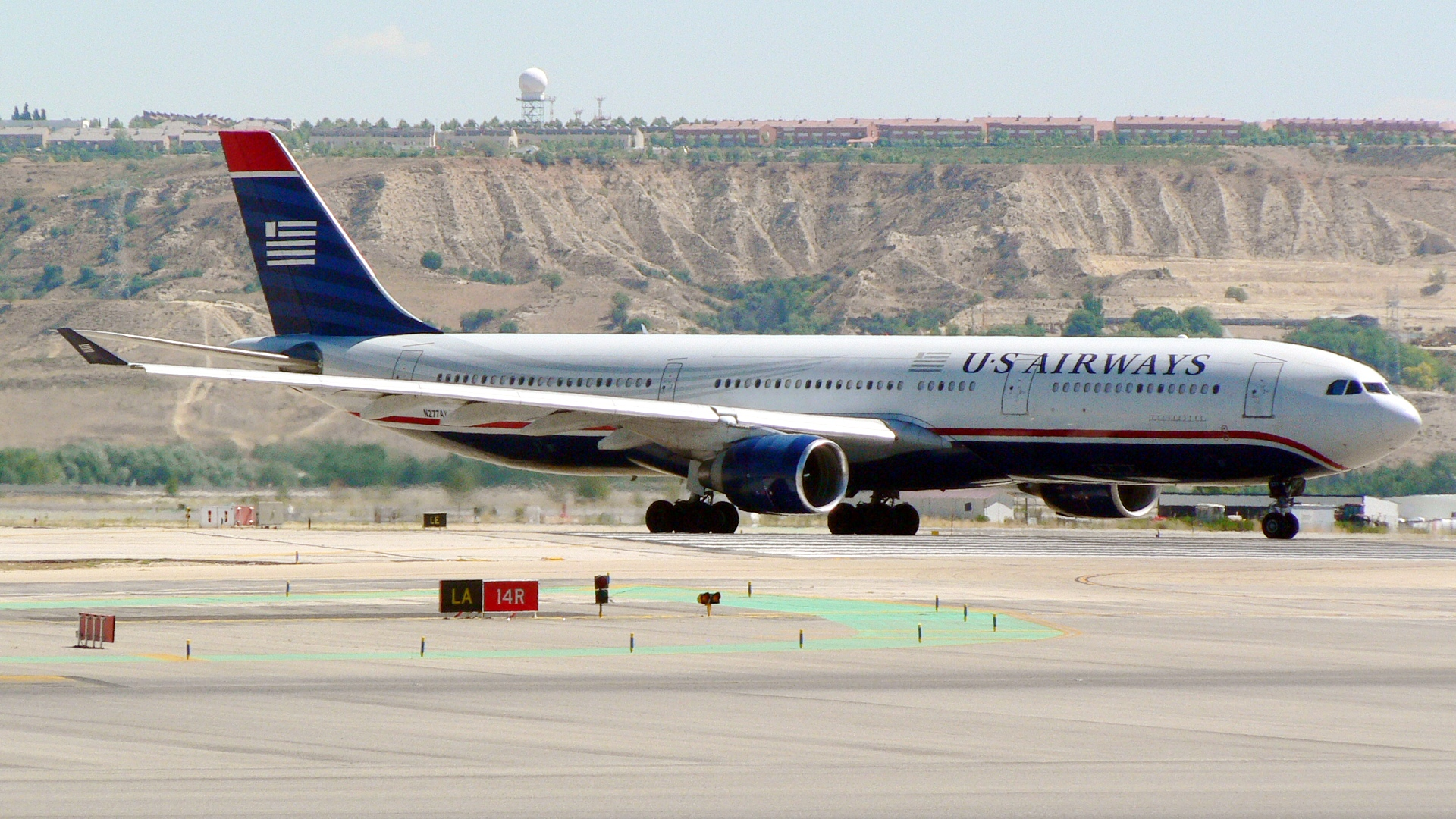
Airbus A330-300.

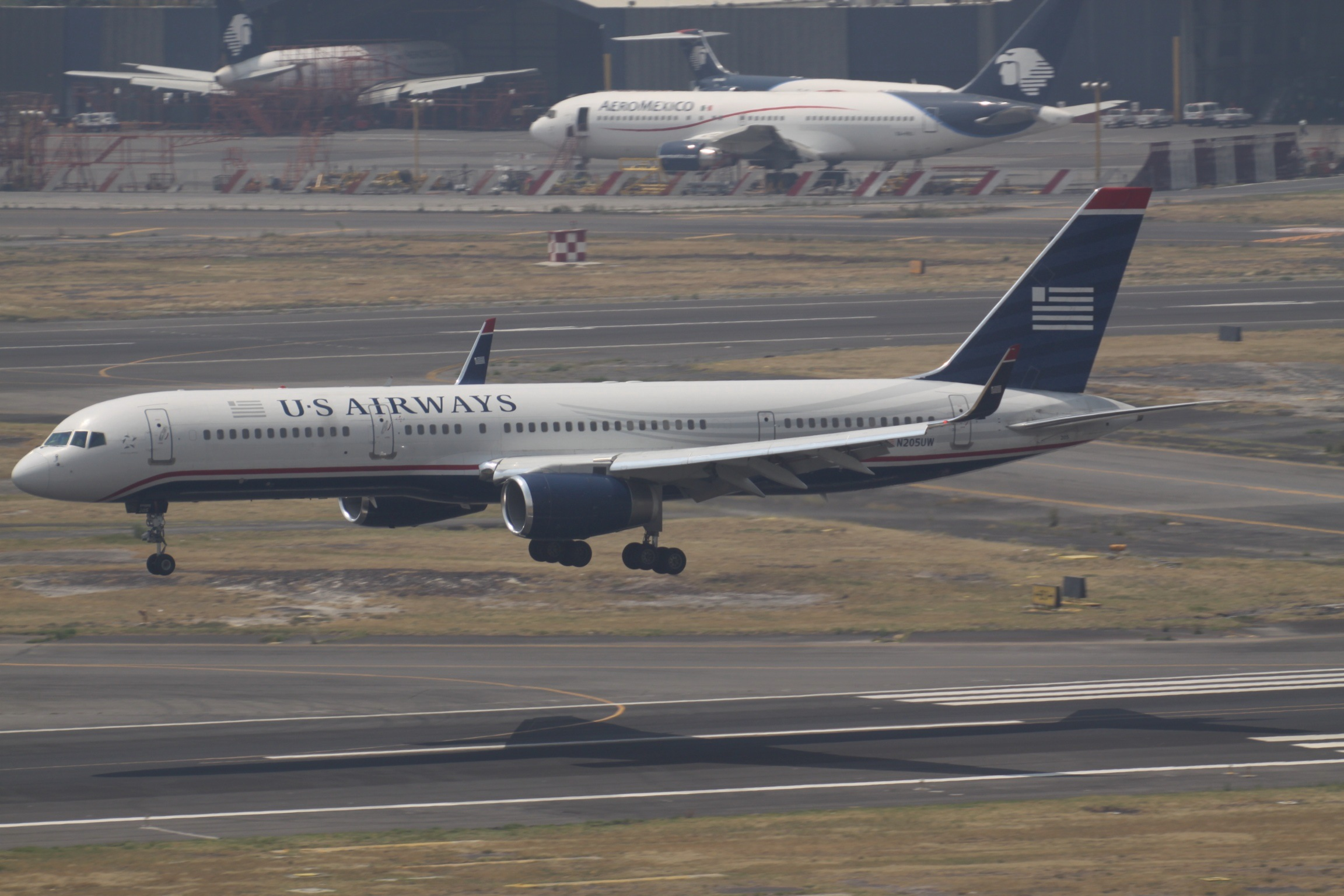
Boeing 757.

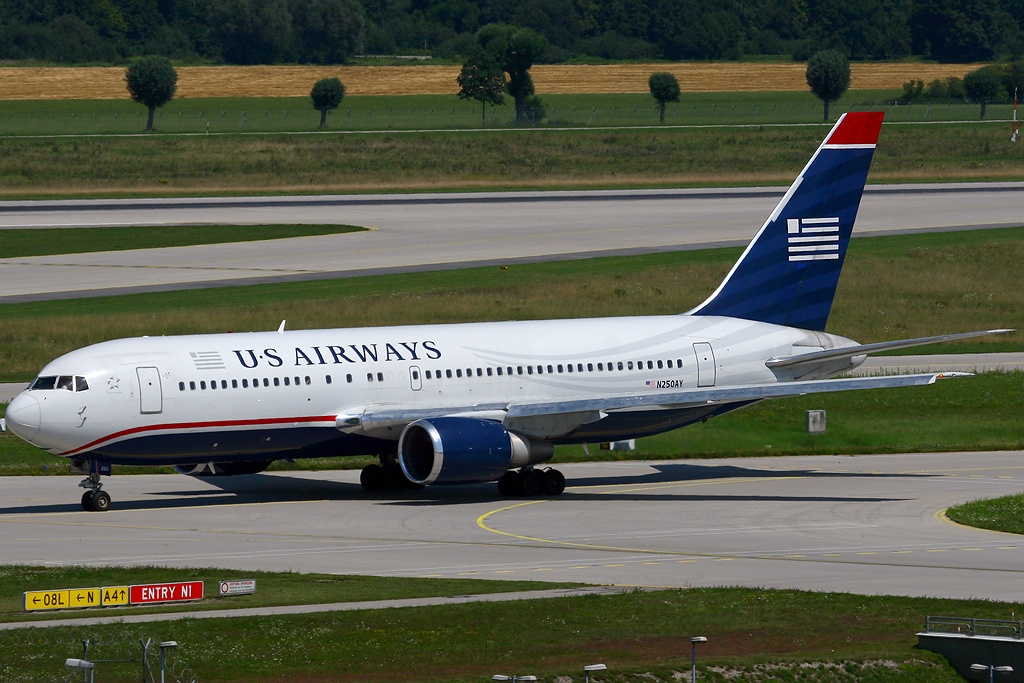
Boeing 767.

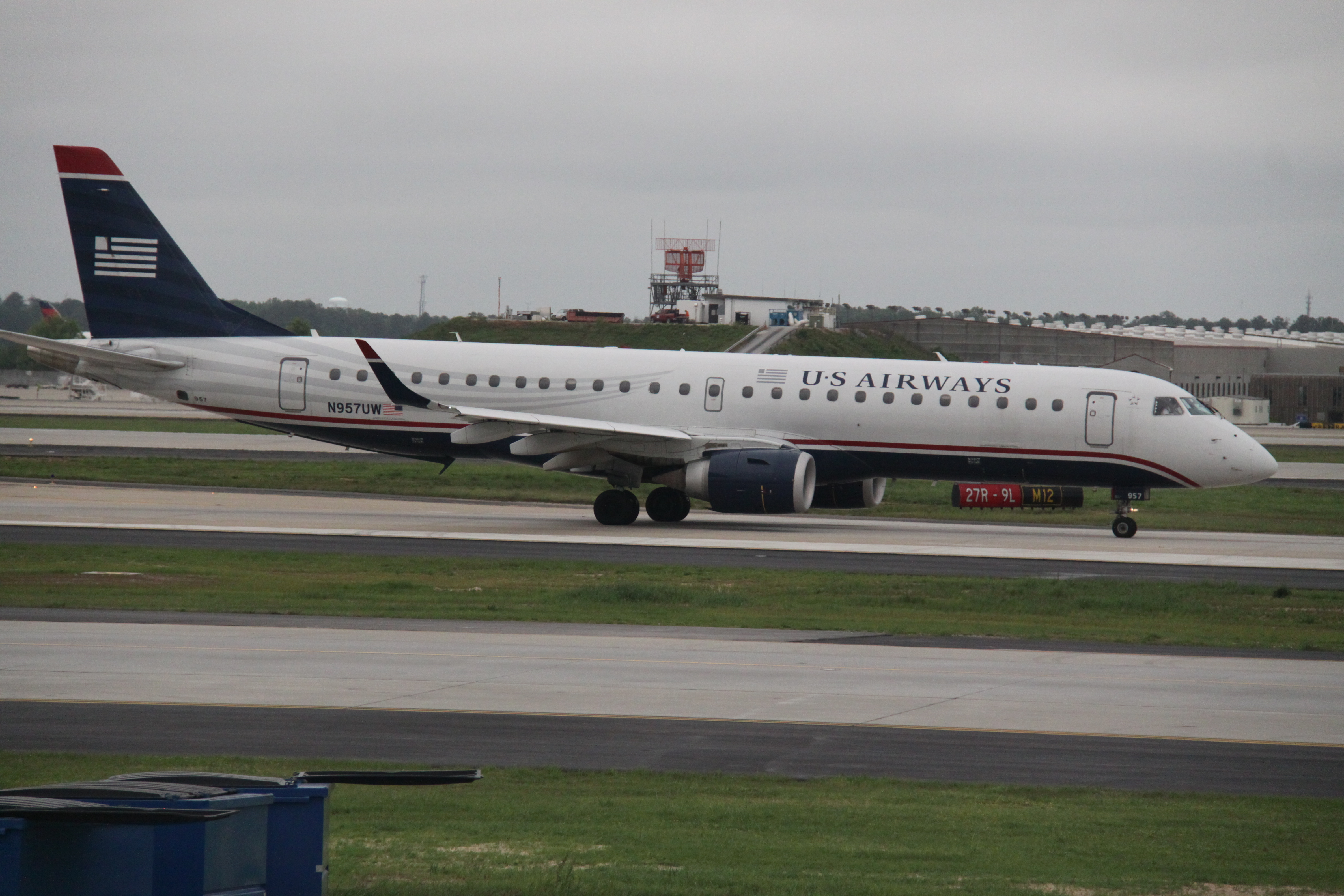
Embraer E190.

US Airways volaba con una flota de reactores bimotor, dividida, en su mayoría, por productos Airbus y en mucha menor proporción, por productos Boeing. Para el 8 de abril de 2015, cuando el Certificado de Operacón Individual fue otorgado por la Administración Federal de Aviación, todas las aeronaves de US Airways fueron transferidas a American Airlines. La siguiente tabla muestra la flota final al momento de su transferencia:
| Tipo            | Unidades | Plazas | Preferente/Turista | Pedidos/Opciones |
| --------------- | -------- | ------ | ------------------ | ---------------- |
| Airbus A319-100 | 93       | 120    | 12/108             | -                |
| Airbus A320-200 | 56       | 142    | 16/126             | -                |
| Airbus A321-200 | 114      | 169    | 26/143             | 7 órdenes        |
| Airbus A330-200 | 15       | 226    | 28/198             | -                |
| Airbus A330-300 | 9        | 266    | 42/224             | -                |
| Airbus A350-900 | 0        | >330   | N/D                | 22 órdenes       |
| Boeing 757-200  | 24       | 193    | 8/185              | -                |
| Embraer 190     | 20       | 99     | 11/88              | -                |
| Total           | 331      |        |                    | 29               |

US Airways planeaba que hacia 2010 su flota se compondría en exclusiva de aviones Airbus de fuselaje ancho de alcance internacional.  
La compañía no continuará recibiendo los aviones pedidos por US Airways y, sino que se pasaran a American Airlines En 2009, la aerolínea se hizo un pedido de 11 unidades de la familia A320 pedidas por America West, así como con otras tantas de la misma familia y 10 A330-200 pedidos por US Airways. Junto con toda la flota y los A330-200 de US Airways se están traspasando a American Airlines.
La mayoría de los aviones de US Airways están equipados con el sistema telefónico Verizon Airfone en cada fila de asientos. Sin embargo, Verizon ha anunciado recientemente que restringirá el servicio a los aviones ejecutivos y gubernamentales.

### Aviones previos
Aviones utilizados por USAir:
- Fokker F28-4000
- Fokker F28-1000
- BAC 1-11
- Boeing 727-100
- Boeing 727-200 (reemplazados por los A320)
- Boeing 737-200 (reemplazados por los A320)
- Douglas DC-9-30 (reemplazados por los A319)
- Fokker F100 (reemplazados por los A319)
- McDonnell Douglas MD-80 (reemplazados por los A320)
- Boeing 767
- Boeing 737-300
- Boeing 737-400

Boeing 747 Carga

## Libreas

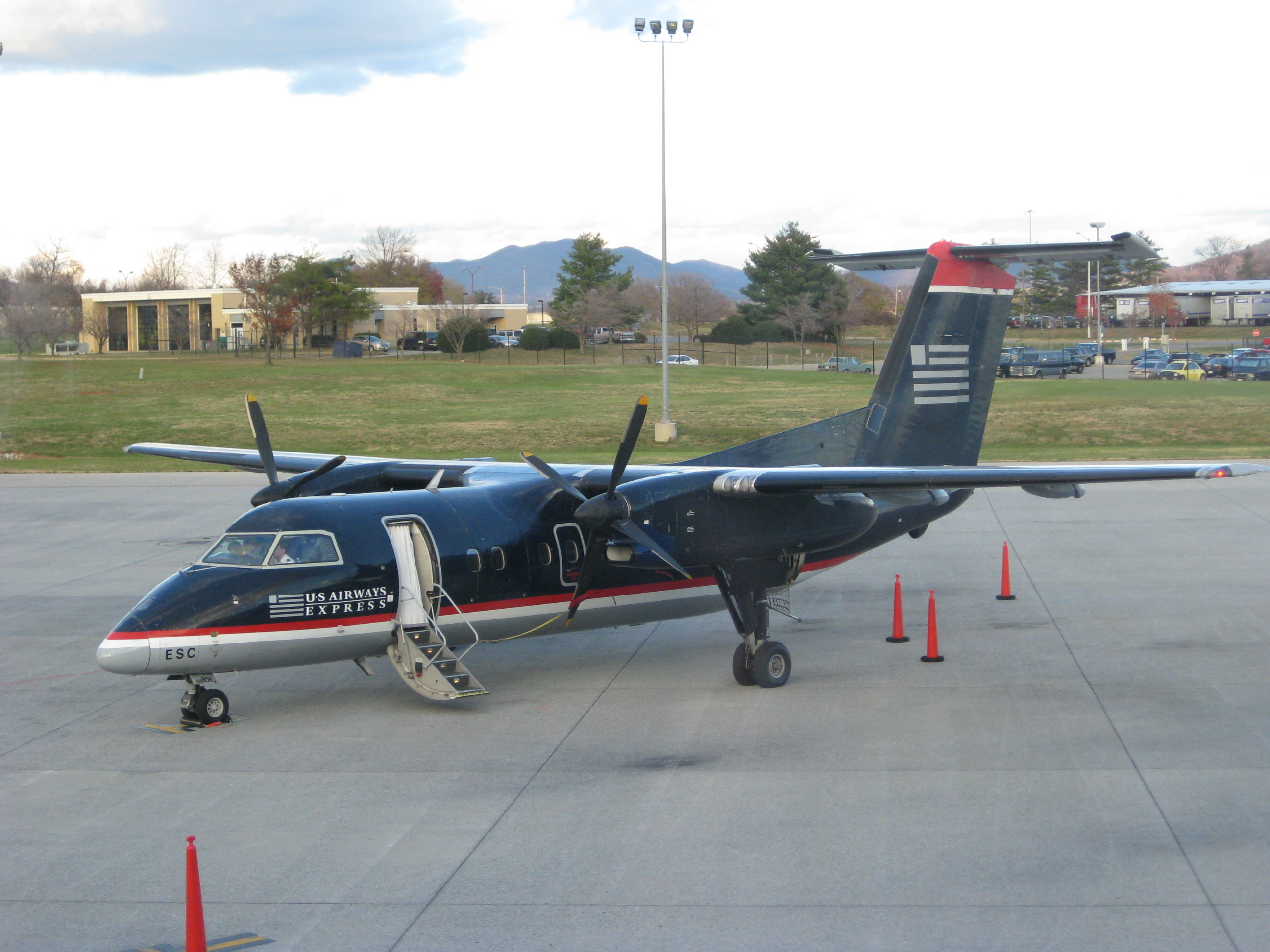
Bombardier Dash 8-100 de US Airways Express, operado por Piedmont Airlines.

US Airways ha tenido varias libreas distintas tanto con la denominación "US Airways" como con la de "USAir". En general las filiales Express y Shuttle han tenido libreas parecidas a las de la compañía madre en el momento correspondiente.
En 1979 US Air presentó su nueva librea, consistente en todo el avión sin pintar con una línea roja y marrón y la marca US Air, con la "A" escrita como un triángulo.  Hubo variaciones de esta librea, e incluyó la básica en fuselaje blanco. 
A finales de los 80, la compañía cambió sus colores al rojo, blanco y azul. La librea que seguía este esquema de colores se utilizó sobre aviones sin pintar, pero ahora la línea era roja y azul. La leyenda "US Air" tomó un diseño más convencional, con letras de estilo. La cola fue pintada de azul con líneas rojas. 
Tras la redenominación de la compañía como US Airways se introdujo una nueva librea. La parte superior de los aviones estaba pintada de azul oscuro y la parte inferior de gris claro, ambas separadas por una línea roja a lo largo del fuselaje. La marca "US Airways"  estaba pintada en letras de estilo blancas y acompañada del logotipo formado por una bandera estilizada. La cola estaba pintada de azul oscuro con el logo pintado en gris.  Por otra parte, la filial Metrojet tenía una librea derivada de esta, con un rojo brillante en lugar del azul y la marca "Metrojet" en lugar de "US Airways". La cola y la parte inferior eran iguales a las de la librea de US Airways.  Además, durante este periodo algunos aviones estaban pintados con la librea de Star Alliance, con el logotipo de la alianza en la cola, y la marca "Star Alliance" escrita de forma notable en el fuselaje. 
Tras la fusión en 2005 entre US Airways y America West, se presentó una nueva librea que incorpora los colores de las cuatro aerolíneas predecesoras de US Airways: 
- Allegheny (rojo y azul)
- America West (blanco, naranja, azul turquesa y líneas ondeantes grises)
- Pacific Southwest Airlines (rojo y naranja)
- Piedmont Airlines (rojo y azul)

Además se pintaron, en miniatura, los logos de las 4 aerolíneas junto a la puerta principal de la cabina. 
Por otra parte, algunos aviones fueron pintados con libreas conmemorativas, incorporando el aspecto propio de las aerolíneas previas, pero con la leyenda "US Airways".  US Airways siempre ha vigilado cuidadosamente el diseño de sus libreas conmemorativas, repintando el mismo avión que la había llevado para conseguir así el aspecto antiguo exacto.  
El avión conmemorativo de Piedmont  fue repintado reforzando el azul y se cambió la leyenda "US Airways" al rojo, para reflejar mejor la librea de Piedmont. 
En el caso de Allegheny  se repintó la parte inferior del avión de gris, la línea que cruza el fuselaje fue modificada a un tamaño más adecuado y se repintó la matrícula sobre la ventana, para así guardar más parecido con la librea de Allegheny. 
El avión dedicado a PSA fue repintado con una sonrisa más marcada y mayor. 
La librea conmemorativa de América West se limitó a un repintado del timón de cola con el logotipo de América West. 

## Resumen de incidentes
| Vuelo                                                                                                  | Fecha                  | Avión                     | Lugar                          | Descripción                                                      | Resultado                                      |
| --- | ---------------------- | ------------------------- | ------------------------------ | ---------------------------------------------------------------- | ---------------------------------------------- |
| ? | 26 de febrero de 1998  | Fokker F28 Fellowship     | Birmingham (Alabama)           | Alcanzado por un rayo                                            | 92 pasajeros ilesos                            |
| ? | 11 de marzo de 1998    | Fokker 100                | Filadelfia (Pensilvania)       | Colisión con un camión de servicio en pista                      | 1 herido grave, 67 pasajeros ilesos            |
| 5481                                                                                                   | 8 de enero de 2003     | Beech 1900D               | Charlotte (Carolina del Norte) | Poca inclinación al despegue y caída                             | 21 fallecidos                                  |
| ? | 16 de octubre de 2003  | Airbus A319               | Tampa (Florida)                | Fallo hidráulico en tierra                                       | 1 herido grave, 2 leves y 103 pasajeros ilesos |
| ? | 27 de octubre de 2004  | Bombardier Challenger 600 | Filadelfia (Pensilvania)       | Colisión con un vehículo de servicio                             | 1 herido leve y 41 pasajeros ilesos            |
| 1821                                                                                                   | 7 de junio de 2005     | Embraer 170               | Washington D. C.               | Atropello en pista de un transporte de equipajes                 | Fallecido el conductor del transporte          |
| 1170                                                                                                   | 9 de junio de 2005     | Boeing 737-3B7            | Boston (Massachusetts)         | Invasión de pista por parte del vuelo 132 de Aer Lingus          | 381 pasajeros ilesos                           |
| 4972                                                                                                   | 2 de agosto de 2005    | Beech 1900D               | Rockland (Maine)               | Fallo mecánico al despegue (sin consecuencias)                   | 9 pasajeros ilesos                             |
| 4655                                                                                                   | 16 de octubre de 2005  | Beech 1900D               | Ogdensburg (Nueva York)        | Colisión con un vehículo de servicio durante el despegue         | 3 pasajeros ilesos                             |
| 2319 Archivado el 28 de septiembre de 2021 en Wayback Machine.                                         | 17 de octubre de 2005  | Bombardier Challenger 600 | West Grove (Pensilvania)       | Fallo de motor en vuelo (sin consecuencias)                      | 51 pasajeros ilesos                            |
| 1251 (enlace roto disponible en Internet Archive; véase el historial, la primera versión y la última). | 9 de noviembre de 2005 | Boeing 737-3B7            | Fort Lauderdale (Florida)      | Peligro de colisión con el vuelo 5026 de Comair                  | 2 pasajeros ilesos                             |
| 231 Archivado el 28 de septiembre de 2021 en Wayback Machine.                                          | 27 de julio de 2006    | Boeing 737-3B7            | Pittsburgh (Pensilvania)       |                                                                  | 78 pasajeros ilesos                            |
| 1549                                                                                                   | 15 de enero de 2009    | Airbus A320               | Manhattan, Nueva York          | Aves colisionaron a los motores y el avión cae en el río Hudson. | 155 pasajeros ilesos                           |

## Club US Airways
La salas privadas de la compañía en los aeropuertos son conocidas como Club US Airways y son 22 repartidas por 16 aeropuertos internacionales de primer orden. Existen distintos rangos dentro del club:
- Base - Solo permite el acceso a las salas de US Airways.
- Red Carpet - Permite el acceso a las salas de US Airways y a las de United Airlines Red Carpet si se vuela con billete de United.
- Star Alliance - Incluye los servicios anteriores y permite el acceso a las salas de todas las compañías de Star Alliance.